# ماكس موسلي
ماكس موسلي (بالإنجليزية: Max Mosley)‏ هو محامي ومدير رياضي ‏ وسياسي بريطاني، ولد في 13 أبريل 1940 في لندن في المملكة المتحدة.

## روابط خارجية
- ماكس موسلي على موقع أوليمبيديا (الإنجليزية)